# Trêve d'Androussovo
Le traité d'Androussovo (en polonais : Rozejm w Andruszowie ; en russe : Андрусовское перемирие, Androussovskoïe peremirie ; en ukrainien : Андрусівське перемир'я, Androussivs’ke peremyr'ia) ou trêve d'Androussovo est une trêve de treize ans et demi, signée en 1667 entre le tsarat de Russie et la république des Deux Nations (union de Pologne-Lituanie) pour mettre fin à la guerre en cours depuis 1654 à propos de la possession des actuels territoires de Biélorussie et d'Ukraine.

## Contexte et objet
En 1654, la Russie signe le traité de Pereïaslav avec le chef cosaque Bogdan Khmelnitski qui fait passer l’Ukraine sous protectorat russe. La Pologne du roi Jean II Casimir Vasa leur déclare alors la guerre. Les opérations militaires sont globalement en faveur des Russes. En 1664, des pourparlers commencent, qui aboutissent à la trêve d'Androussovo.
La trêve est signée le 30 janvier 1667 par Afanassi Lavrentievitch Ordine-Nachtchokine pour la Russie, et Jerzy Karol Hlebowicz (pl) pour la Pologne, dans le village d'Androussovo, près de Smolensk. La Pologne accepte de céder les voïvodies de Smolensk, de Czernihów et reconnaît le contrôle de la Russie sur l'Ukraine de la rive gauche. L'Ouest de l'Ukraine, ou Ukraine de la rive droite, et la Biélorussie reviennent à la Pologne. La trêve est renouvelée en 1678 et aboutit au traité de paix éternelle de 1686, dix-neuf ans plus tard.
Kiev n'appartint à la Russie que jusqu'en 1669, mais la Russie en reprit possession avec le traité de paix éternelle en 1686. La région de la Sitch zaporogue était déclarée condominium, sous contrôle conjoint de la Pologne et de la Russie. Le traité obligea aussi les deux parties à un pacte de défense mutuelle contre les attaques de l'Empire ottoman.
En Russie, la trêve d'Androussovo est généralement considérée comme un grand pas vers l'union des trois nations slaves de l'Est, ukrainienne, biélorusse, et russe, dans un même État, l'Empire russe. En Ukraine occidentale, elle est vue au contraire comme un démembrement de la nation ukrainienne entre des États voisins plus puissants.